# ميكانيكا تصدع

الأنماط الثلاثة للتصدعات

ميكانيكا التصدع (بالإنجليزية: Fracture mechanics)‏ أو ميكانيك الانكسار هو المجال من الميكانيك الذي يدرس تشكل التشققات (الصدوع) في المواد. يستخدم ميكانيك الانكسار طرق الميكانيك الصلب التحليلي لحساب القوة المؤدية إلى إحداث التشققات، ويستخدم طرق الميكانيكا الصلبة التجريبي لتحديد مقاومة المادة للانكسار.
في علم المواد الحديث، يشكل ميكانيك الانكسار أداة هامة تستخدم في تحسين أداء العناصر الميكانيكية. يطبق فيزياء سلوكَي الإجهاد والانفعال في المواد، وبالتحديد نظريتي المرونة واللدونة، على العيوب في البنية البلورية المجهرية (الكريستالية الميكروسكوبية) الموجودة في المواد الحقيقية لأجل التنبؤ بالسلوك الميكانيكي المرئي لتلك الأجسام. يُستخدم علم دراسة سطوح الانكسار (الفراكتوغرافي) بشكل واسع مع ميكانيك الانكسار لفهم أسباب الانهيار وتأكيد توقعات الانهيار النظرية بمقارنتها مع الانهيارات الحقيقية. يقع توقع نمو التصدعات في قلب فرع التصميم الميكانيكي المختص بالتسامحات الخاصة بالأضرار (سماحيات الأضرار).
هناك ثلاث طرائق لتطبيق قوة بشكل يسمح للصدع بالنمو:
- انكسار الوضع الأول – وضع الفتح (إجهاد شد عمودي على مستوي الصدع)
- انكسار الوضع الثاني – وضع الانزلاق (إجهاد قص موازٍ لمستوي الصدع وعمودي على جبهة الصدع)
- انكسار الوضع الثالث – وضع التمزق (إجهاد قص موازٍ لمستوي الصدع وموازٍ لجبهة الصدع).

## الحافز
قد تنتج عملية تصنيع المواد ومعالجتها وتشغيلها وتشكيلها عيوبًا في العنصر الميكانيكي المنتهي. توجد عيوب داخلية وعيوب سطحية في كل البنى المعدنية تنشأ عن عملية التصنيع، وليست كل تلك العيوب غير مستقرة تحت ظروف العمل. ميكانيك الانكسار هو تحليل العيوب لاكتشاف تلك العيوب الآمنة (أي التي لا تنمو) وتلك العيوب التي يرجح أن تنمو كصدوع وتسبب الانهيار للبنية المعيبة. رغم هذه العيوب المتأصلة، من الممكن الوصول إلى التشغيل الآمن للبنية عن طريق تحليل تسامحات الأضرار. لا يكاد يبلغ مجال ميكانيك الانكسار قرنًا من العمر، وهو بالتالي مجال حديث نسبيًا.
يجب على ميكانيك الانكسار محاولة إيجاد حلول كمية للأسئلة التالية:
1. ما هي مقاومة عنصر ما كتابع لحجم الصدع؟
2. ما الحجم الممكن السماح به لصدع تحت شروط الخدمة، بعبارة أخرى: ما هو الحد الأقصى المسموح به لحجم الصدع؟
3. كم من الزمن يتطلب نمو الصدع من حجم ابتدائي ما، وليكن أقل حجم صدع قابل للقياس، إلى الحد الأقصى المسموح به لحجم الصدع؟
4. ما هو عمر الخدمة لبنية عند افتراض وجود عيب مسبق (مثلًا عيب تصنيع) ذي حجم محدد؟
5. خلال الفترة المتاحة لاكتشاف الصدوع، كم مرة يجب فحص البنية للكشف عن الصدوع؟

## ميكانيكا التصدع الخطي المرن

### معيار غريفيث
طوّر مهندس الطيران ألان آرنولد غريفيث ميكانيكا التصدع خلال الحرب العالمية الأولى -ومن هنا جاء المصطلح صدع غريفيث- لشرح انهيار المواد الهشة. ما حفز عمل غريفيث حقيقتان متناقضتان:
- الإجهاد الذي يتطلبه كسر زجاج تجاري قرابة 100 ميغا باسكال (15,000 رطل لكل بوصة مربعة).
- الإجهاد النظري الذي يحتاجه تحطيم الروابط الذرية في الزجاج تقريبًا 10,000 ميغا باسكال (1,500,000 رطل لكل بوصة مربعة).

ظهرت الحاجة لنظرية تصالح فيما بين هاتين الملاحظتين المتنازعتين. اقترحت التجارب على الزجاج التي أجراها غريفيث بنفسه أن إجهاد التصدع يتزايد بتناقص قطر الألياف. من هنا، لا يمكن لمقاومة الشد وحيدة المحور، التي كانت تستخدم قبل غريفيث بكثرة للتنبؤ بانهيار المادة قبل حدوثه، أن تكون خاصية مادية مستقلة عن العينة (القطعة نفسها). اقترح غريفيث أن مقاومة الانكسار الضعيفة الملاحظة في التجارب المخبرية، وأيضًا اعتماد المقاومة على الحجم، كانت نتيجة وجود عيوب مجهرية في المادة.
لتأكيد فرضبة العيوب، وضع غريفيث عيبًا مصطنعًا في عيناته الزجاجية المخبرية. كان العيب المصطنع على شكل صدع سطحي أكبر بكثير من العيوب الأخرى في العينة. أظهرت التجارب أن جداء الجذر التربيعي لطول العيب (##رمز##) بالإجهاد عند حدوث الانكسار (##رمز##) كان شبه ثابت، وهذا يعبر عنه بالمعادلة:
{\displaystyle \sigma _{f}{\sqrt {a}}\approx C}
تفسير هذا حسب نظرية المرونة الخطية أمر إشكالي. تتنبأ نظرية المرونة الخطية بأن الإجهاد (وبالتالي الانفعال) عند حافة عيب حاد في مادة مرنة مرونة خطية يكون لانهائيًا. طور غريفيث لتفادي هذه المشكلة مقاربة ترموديناميكية لتفسير العلاقة التي لاحظها.
يتطلب نمو تشقق ما، أي تمدد السطوح على أي من جهتي التشقق، زيادةً في الطاقة السطحية. أوجد غريفيث تعبيرًا للثابت ##رمز## في ما يخص الطاقة السطحية للصدع (التشقق) بحل مسألة المرونة لتشقق محدود في طبق مرن. باختصار، كانت الطريقة كالتالي:
- احسب الطاقة الكامنة المخزنة في عينة مثالية تتعرض لحمل شد وحيد المحور.
- اختر الحدود بطريقة لا يؤدي الحمل المطبق أي عمل، ثم اصطنع صدعًا في العينة. يريح الصدع الإجهاد، وبالتالي ينقص الطاقة المرنة قرب أوجه الصدع. على الجهة الأخرى، يزيد الصدع الطاقة السطحية الكلية للعينة.
- احسب تغير الطاقة الحرة (طاقة السطح – الطاقة المرنة) كتابع لطول الصدع. يحدث الانهيار عندما تصل الطاقة الحرة إلى قيمة الذروة عند طول حرج للصدع، تتناقص بعده الطاقة الحرة بازدياد طول الصدع، أي بالتسبب بالتصدعات. وجد غريفيث باستخدام هذا الإجراء أن:

{\displaystyle C={\sqrt {\cfrac {2E\gamma }{\pi }}}}
حيث E معامل يونغ الخاص بالمادة وγ كثافة الطاقة السطحية للمادة. يعطي افتراض E = 62 GPa وγ = 1 J/m2 اتفاقًا ممتازًا بين النتائج التجريبية للزجاج والنتائج التي توقعها غريفيث لإجهاد الانكسار.
استخدم كل من جونسون وكيندال وروبرتس أيضًا معيار غريفيث بتطبيقه على التماسات الالتصاقية. ظهر حديثًا أن التطبيق المباشر لمعيار غريفيث على «خلية» عددية وحيدة يؤدي إلى صياغة متينة جدًا لطريقة العنصر الحدي.
في حالة المواد المشوهة بشكل كبير قبل تشكل الصدوع، لا يمكن تطبيق صياغة ميكانيك الانكسار الخطية المرنة، ومن الضروري إيجاد نموذج ملائم مطور خصيصًا لوصف الإجهاد وحقل الإزاحة القريب من حافة الصدع، كما في انكسار المواد الطرية.

### تعديل إروين
لطالما أهمل المجتمع الهندسي عمل غريفيث حتى خمسينيات القرن العشرين. يبدو أن السببين في هذا هما أن (أ) مستوى الطاقة المطلوب للتسبب في انكسار في مواد البناء الفعلية يكون من رتب عشرية أعلى من الطاقة السطحية الموافقة، و (ب) هناك دائمًا بعض التشوهات غير المرنة في مواد البناء حول جبهة الصدع يمكن أن تجعل من افتراض الوسيط المرن خطيًا بإجهادات لانهائية عند حافة الصدع أمرًا بعيدًا جدًا عن الواقعية.
توفر نظرية غريفيث توافقًا ممتازًا مع المعطيات التجريبية للمواد الهشة كالزجاج. أما للمواد المطيلية كالفولاذ، فرغم أن العلاقة ##رمز## تبقى صالحةً، غالبًا ما تكون الطاقة السطحية {\displaystyle \sigma _{y}{\sqrt {a}}=C} التي تتنبأ بها نظرية غريفيث مرتفعةً بشكل غير واقعي. أدركت مجموعة تعمل تحت إمرة جورج رانكين إروين في مختبر الولايات المتحدة للأبحاث البحرية (إن آر إل) خلال الحرب العالمية الثانية أن اللدونة يجب أن تلعب دورًا هامًا في انكسار المواد المطيلية.
في المواد المطيلية (وحتى في المواد التي تبدو هشة)، تنشأ منطقة لدنة عند حافة الصدع. بازدياد الحمل المطبق، يزداد حجم المنطقة اللدنة حتى ينمو الصدع وتفرغ المادة المنفعلة انفعالًا مرنًا خلف حافة الصدع حملَها. تؤدي دورة التحميل وتفريغ الحمل قرب حافة الصدع إلى تبديد الطاقة على شكل حرارة. ومن هنا يجب إضافة تعبير عن التبديد إلى علاقة التوازن الطاقي التي وضعها غريفيث للمواد الهشة. بالاصطلاح الفيزيائي: يحتاج نمو الصدع طاقةً إضافيةً في المواد المطيلية مقارنةً بالمواد الهشة.
تمثلت إستراتيجية إروين في تقسيم الطاقة إلى قسمين:
- طاقة الانفعال المرن المخزنة التي تتحرر أثناء نمو الصدع. هذه هي القوة الترموديناميكية المحركة للانكسار.
- الطاقة المبددة التي تتضمن التبديد اللدن والطاقة السطحية (وأي قوى تبديد أخرى يمكن أن تعمل). توفر الطاقة المبددة المقاومة الترموديناميكية للكسر. وعندها تكون الطاقة الكلية:

{\displaystyle G=2\gamma +G_{p}}
حيث γ هي الطاقة السطحية وGp هي التبديد المرن (والتبديد من مصادر أخرى) لواحدة مساحة نمو الصدع.
عندها يمكن كتابة معيار غريفيث الطاقي بنسخته المعدلة  كما يلي:
{\displaystyle \sigma _{f}{\sqrt {a}}={\sqrt {\cfrac {E~G}{\pi }}}.}
في المواد الهشة كالزجاج، يسيطر تعبير الطاقة السطحية ويكون {\displaystyle G\approx 2\gamma =2\,\,J/m^{2}}. في المواد المطيلية كالفولاذ، يسيطر تعبير التبديد المرن ويكون {\displaystyle G\approx G_{p}=1000\,\,J/m^{2}}. في البوليمرات القريبة من درجة حرارة الانتقال إلى الحالة الزجاجية، لدينا قيم وسطية لـG بين 2 و1000 جول لكل متر مربع.

## التطبيقات الهندسية
المعلومات التالية مطلوبة لكي يجري ميكانيك الانكسار توقعًا للانهيار:
- الحمل المطبق
- الإجهاد المتبقي
- شكل القطعة وحجمها
- شكل الصدع وحجمه وموقعه واتجاهه

لا تتوافر كل هذه المعطيات عادةً، وعندها يجب وضع افتراضات حذرة (محافظة).
يجري تحليل ميكانيك التصدع أحيانًا بعد انهيار القطعة. بغياب التحميل الزائد بشكل مفرط، تكون الأسباب إما متانة غير كافية (##رمز##) أو صدعًا كبيرًا بشكل مفرط لم يُلاحظ أثناء الفحص الدوري (الروتيني).

## وصلات خارجية
- هل تعرف كيف انهارت السفن الأمريكية في الحرب العالمية ...الثانية وكيف تنهار الخرسانة..؟